# Utbildning i Liechtenstein
Utbildning i Liechtenstein innebär skolplikt för alla barn i åldern 7-15 år. Det fanns inga högskolor i Liechtenstein före 2005 då Hochschule Liechtenstein bildades, därför erbjöds medborgarna gratis högskola i grannen Schweiz.

## Skolformer

### Primärskola
Årskurs 1-5 i Liechtenstein kallas primärskola. Man börjar där det år man fyller 7 år. Primärskolan är bottenskola, och slutar det år man fyller 11 år. Sedan är primärstadiet slut, och då väljer man skolform till sekundärstadiet:

### Gymnasium
Gymnasium är för 12-19-åringarna. Skolformen är 6-årig, och indelad i 3-årigt undre stadium och 3-årigt övre stadium. Efter 3 år kan man välja att hoppa av gymnasiet, och byta till Berufsmittelschule och fackskola utomlands. Det finns ett gymnasium i Liechtenstein, och det heter Liechtensteinisches Gymnasium.

### Oberschule
Skolformen "Oberschule" är för 12-15-åringarna, och 4-årig. Skolformen leder till yrkesutbildningar.

### Realskola
Realskolan är för 12-15-åringarna, och 4-årig. Skolformen leder till yrkesutbildning/skolutbildning utanför Liechtenstein.